# Marie de Coucy
Pour la comtesse de Soissons (morte en 1405), voir Marie Ire de Coucy.
Marie de Coucy, morte en 1284, noble française, est la seconde épouse d'Alexandre II d'Écosse, et de ce fait reine d'Écosse.

## Origine
Marie de Coucy est la fille aînée d'Enguerrand III de Coucy, surnommé le Grand (mort en 1242), seigneur de Coucy en Picardie, arrière-petit-fils du roi Louis VI de France, et de sa troisième épouse Marie de Montmirail.

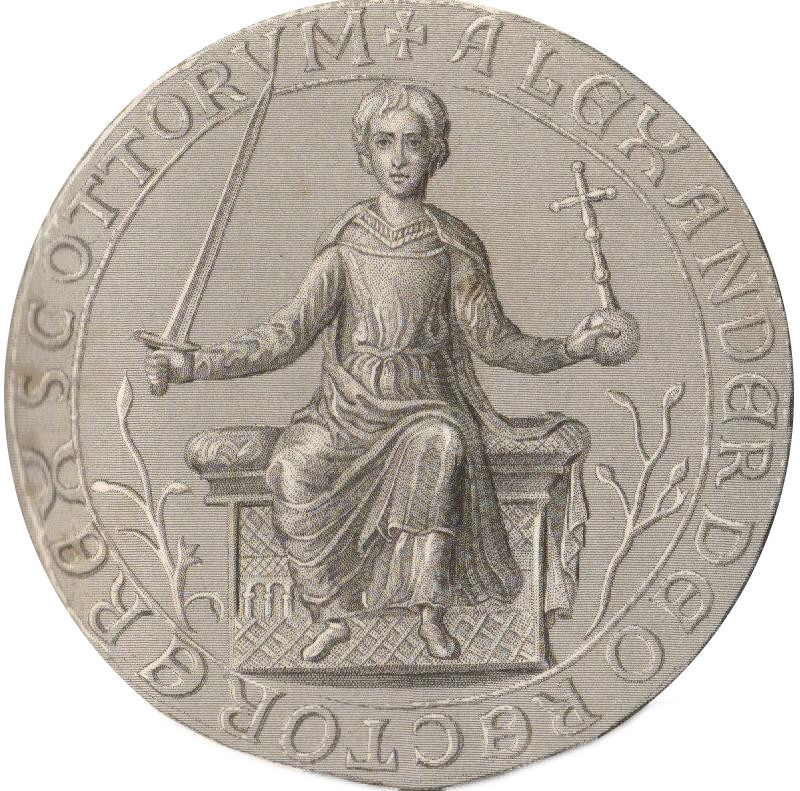
Sceau d' avec le roi en majesté.

Le chroniqueur Mathieu Paris loue la beauté de Marie lorsqu'elle vient de France pour épouser à Roxburgh le jour de la Pentecôte 15 mai 1239 le roi Alexandre II âgé de 40 ans, dont la première épouse Jeanne d'Angleterre est morte l'année précédente après 17 ans de mariage sans lui avoir donné d'enfant.
Ce remariage est donc lié à une urgente raison de continuité dynastique d'autant plus que l'héritier du trône d'Écosse, son cousin John le Scot est lui-même mort sans descendance en juin 1237. Sur le plan diplomatique cette union n'est pas sans rappeler l'alliance entre le roi Alexandre II avec la France pendant la période 1216-1217, quand le jeune roi avait rencontré le puissant père de Marie pendant l'invasion franco-écossaise de l'Angleterre. Cette réaffirmation d'indépendance par l'Écosse ne peut qu'alarmer Henri III d'Angleterre, frère de la reine Jeanne, et contribue à une grande tension entre les deux royaumes qui manque de les précipiter dans une nouvelle guerre. Un accord est conclu en août 1244 à Newcastle upon Tyne prévoyant l'union de l’héritier de l'Écosse avec une fille du roi anglais.

## Reine d'Écosse
Peu de choses sont connues de l'influence de la reine Marie à la cour d'Écosse : on relève toutefois le nom de son chancelier, maître Richard Vairement, sans doute originaire de Vermand, près de Coucy, et l'activité de son neveu Enguerrand de Guînes, seigneur de Coucy en 1311, qui devient un magnat écossais à la suite de son mariage avec Christiana de Lindsay vers 1280.
Le résultat le plus important du mariage de Marie de Coucy avec le roi est la naissance d'un fils unique le futur roi Alexandre III le 4 septembre 1241. Après la mort d' Alexandre II en 1249, la reine ne joue pas de rôle significatif pendant la minorité troublée de son fils.

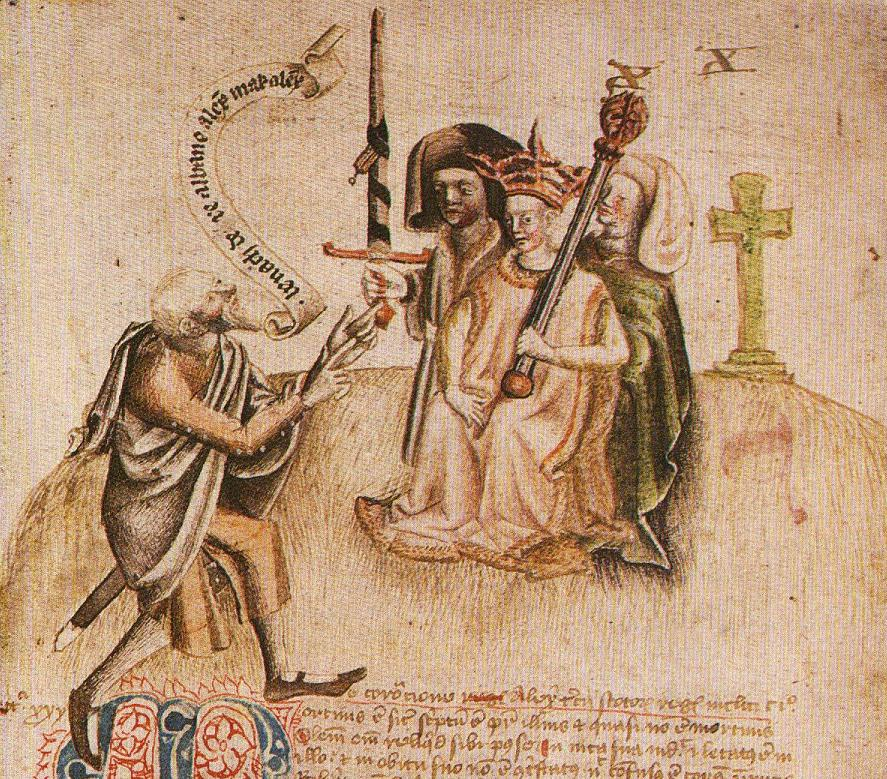
Couronnement d' à Scone.

Selon Mathieu Paris, comme reine mère, Marie s'était vu attribuer un tiers des revenus de la couronne écossaise, et il estime sa part entre 4 000 et 7 000 merks par an. Marie est présente à l'Abbaye de Dunfermline lors de la translation des reliques de sainte Marguerite d'Écosse le 19 juin 1250  avant de se rendre dans le royaume de France en octobre, puis de revenir avec une suite magnifique pour le mariage de son fils Alexandre III d'Écosse avec Marguerite d'Angleterre, fille d'Henri III, à York le 26 décembre 1251.
La reine vécut ensuite principalement en France jusqu'en 1269. Il n'est pas douteux que cette absence soit liée aux pressions des membres de l'ambitieuse famille Comyn, qui dans leur projet de contrôler la politique du jeune roi Alexandre III avaient voulu se débarrasser d'elle.
Toutefois, dans sa patrie d'origine, elle doit également intervenir pour sauvegarder les intérêts de sa famille lors de la succession de son second frère Raoul II de Coucy en 1250, et lors de l'emprisonnement de son neveu Enguerrand IV de Coucy par le roi Louis IX de France au château du Louvre en 1256. En 1257, apparemment pour calmer le courroux du roi de France contre sa famille, Marie épouse en secondes noces un grand seigneur de sa cour, Jean de Brienne dit d'Acre, Bouteiller de France, dont le père et homonyme Jean de Brienne avait été couronné roi de Jérusalem en  1210 et empereur latin de Constantinople en 1231.
Les deux époux se rendent brièvement en Écosse en 1257, et ils sont nommés tous deux au conseil de régence en septembre 1258, toutefois cette fonction sera totalement nominale. Quand Marie se sépare de Jean d'Acre en 1268, elle revient en Écosse, Alexandre III conclut un accord par lequel elle peut rester en Écosse à son gré et Jean qui lui survit jusqu'en 1296, reçoit une pension annuelle de 500 merks.
En 1276 elle obtient un sauf-conduit du gouvernement anglais pour se rendre en pèlerinage à Canterbury, et revient en Écosse. Elle meurt en 1285 à une date inconnue, à l'étranger, sans doute en France. L'union de Marie de Coucy avec Alexandre II influencera certainement le choix de la seconde épouse de leur fils Alexandre III : Yolande de Dreux, fille de Robert IV de Dreux, un parent des Coucy.